# 166-й меридіан східної довготи
166-й меридіан східної довготи — лінія довготи, що лежить на 166 градусів східніше Гринвіцького меридіана. Вона проходить від Північного полюса через Північний Льодовитий океан, Азію, Тихий океан, Нову Зеландію, Південний океан та Антарктиду до Південного полюса.
166-й меридіан східної довготи формує велике коло разом із 14-тим меридіаном західної довготи.

## Список географічних об'єктів, що перетинає 166° сх. д.
Починаючи на Північному полюсі та рухаючись до Південного полюса, 166-й меридіан східної довготи проходить через:
| Координати                                                   | Країна, територія або море | Примітки |
| ------------------------------------------------------------ | -------------------------- | --- |
| 90°0′ пн. ш. 166°0′ сх. д. / 90.000° пн. ш. 166.000° сх. д.  | Північний Льодовитий океан | |
| 74°54′ пн. ш. 166°0′ сх. д. / 74.900° пн. ш. 166.000° сх. д. | Східносибірське море       | |
| 69°32′ пн. ш. 166°0′ сх. д. / 69.533° пн. ш. 166.000° сх. д. | Росія                      | |
| 60°21′ пн. ш. 166°0′ сх. д. / 60.350° пн. ш. 166.000° сх. д. | Берингове море             | |
| 55°22′ пн. ш. 166°0′ сх. д. / 55.367° пн. ш. 166.000° сх. д. | Росія                      | Проходить через острів Беринга |
| 55°10′ пн. ш. 166°0′ сх. д. / 55.167° пн. ш. 166.000° сх. д. | Тихий океан                | |
| 10°11′ пн. ш. 166°0′ сх. д. / 10.183° пн. ш. 166.000° сх. д. | Маршаллові Острови         | Проходить через атол Вото[en] |
| 10°3′ пн. ш. 166°0′ сх. д. / 10.050° пн. ш. 166.000° сх. д.  | Тихий океан                | Проходить між атолами Уджае[en] та Лае[en], Маршаллові Острови Проходить західніше Рифових островів, Соломонові Острови Проходить східніше острова Тінакула, Соломонові Острови |
| 10°40′ пд. ш. 166°0′ сх. д. / 10.667° пд. ш. 166.000° сх. д. | Соломонові Острови         | Проходить через острови Нендо[en] та Темоту-Ной[en] |
| 10°50′ пд. ш. 166°0′ сх. д. / 10.833° пд. ш. 166.000° сх. д. | Коралове море              | |
| 21°27′ пд. ш. 166°0′ сх. д. / 21.450° пд. ш. 166.000° сх. д. | Нова Каледонія             | Проходить через Нову Каледонію |
| 21°59′ пд. ш. 166°0′ сх. д. / 21.983° пд. ш. 166.000° сх. д. | Коралове море              | |
| 24°5′ пд. ш. 166°0′ сх. д. / 24.083° пд. ш. 166.000° сх. д.  | Тихий океан                | |
| 50°43′ пд. ш. 166°0′ сх. д. / 50.717° пд. ш. 166.000° сх. д. | Нова Зеландія              | Проходить через острови Окленд[en] та Адамс[en] |
| 50°54′ пд. ш. 166°0′ сх. д. / 50.900° пд. ш. 166.000° сх. д. | Тихий океан                | |
| 60°0′ пд. ш. 166°0′ сх. д. / 60.000° пд. ш. 166.000° сх. д.  | Південний океан            | |
| 70°41′ пд. ш. 166°0′ сх. д. / 70.683° пд. ш. 166.000° сх. д. | Антарктида                 | Проходить через Територію Росса (претендує Нова Зеландія) |
| 74°8′ пд. ш. 166°0′ сх. д. / 74.133° пд. ш. 166.000° сх. д.  | Південний океан            | Море Росса |
| 77°54′ пд. ш. 166°0′ сх. д. / 77.900° пд. ш. 166.000° сх. д. | Антарктида                 | Проходить через Територію Росса (претендує Нова Зеландія) |